# 텍사스 전기톱 학살 3
텍사스 전기톱 학살 3(Leatherface: Texas Chainsaw Massacre III)은 미국에서 제작된 제프 버 감독의 1990년 공포 영화이다. 케이트 호지 등이 주연으로 출연하였고 로버트 잉글먼 등이 제작에 참여하였다.
이 영화는 뉴 라인 시네마가 배급하였으며 이 기업은 텍사스 전기톱 학살 2를 사들인 뒤 더 캐넌 그룹으로부터 시리즈 판권을 인수하였다.
이 영화는 상업적으로 실패하였으며 1995년 텍사스 살인마: 속편이 개봉할 때까지 시리즈 중 가장 저조한 성적을 보였다.

## 출연

### 주연
- 케이트 호지
- 켄 포리
- 비고 모텐슨

### 조연
- R.A. 미헤일로프
- 윌리엄 버틀러
- 조 웅거
- 톰 에버렛
- 미리암 비어드-네더리
- 제니퍼 밴코
- 데이빗 클로드
- 베스 드파티
- 토니 허드슨
- 듀안 휘테커
- 마이클 슈머스 와일즈
- 캐롤라인 윌리엄스

## 제작진
- 미술: 믹 스트로운
- 세트: Rebecca Carriaga